# 湘江乡 (衡阳市)
湘江乡，是中华人民共和国湖南省衡陽市雁峰区下辖的一个乡镇级行政单位。2015年11月18日，湘江乡、黄茶岭街道合并设立黄茶岭街道。

## 行政区划
湘江乡下辖以下地区：
东洲社区、高兴社区、东洲村、湘江村、五星村、高兴村、奇峰村和白沙村。